# Гринкевич Осип
Осип Гринкевич (нар. 13 листопада 1892, Тернопіль — 10 липня 1973, Мельбурн, Австралія) — український адвокат, правник, громадсько-політичний діяч.

## Життєпис
Народився 13 листопада 1892 року в м. Тернополі (Королівство Галичини та Володимирії, Австро-Угорщина, нині Україна).
Закінчив українську гімназію в рідному місті та правничий факультет Львівського університету. Доктор права з 1932 року.
Воював у лавах УГА, мав ранг поручника. Від 1921 року працював у економічних товариствах Тернополя. Від 1925 — секретар повітової організації УНДО в Тернополі. У 1928-1939 роках мав власну адвокатську канцелярію в Тернополі, багато разів захищав права українців на політичних судах. У 1941-1944 роках посадник Тернополя.
Від 1944 року в Австрії, потім у Німеччині, де працював у Міжнародній організації у справах біженців. 1950 року виїхав до Австралії, де мав адвокатську практику, брав участь у налагодженні українського громадського життя. У 1960-1963 роках — голова суду Союзу Українських організацій Австралії.